# Руффо, Виктория
Викто́рия Ру́ффо (исп. Victoria Ruffo; полное имя Мари́я Викто́рия Эухе́ния Гваделу́пе Марти́нес дель Ри́о Море́но Ру́ффо, исп. María Victoria Eugenia Guadalupe Martínez del Río Moreno Ruffo; род. 31 мая 1962, Мехико) — мексиканская актриса и телеведущая. В России стала известна благодаря главным ролям в сериале «Просто Мария» и «Мачеха», где в обоих сериалах исполнила роль Марии. Снималась в рекламе АО МММ.

## Биография
Родилась в семье Рамона Мартинеса дель Рио и Гваделупе Морено Эрера. Кроме неё, в семье было ещё 2 дочери: Марсела, ставшая продюсером, и Габриэла, работающая на телевидении.
Карьера актрисы началась в 1980 году с теленовеллы «Проблемы одного врача» (исп. Conflictos de un medico). Вскоре она уже играла главные роли в сериалах «Виктория» (1987) и «Просто Мария» (1989).

### Семья
В первом браке состояла с актёром Эухенио Дербесом. Молодые люди познакомились на съёмках сериала «Просто Мария», где Виктория исполняла главную роль, а Эухенио навещал мать, исполнявшую роль доньи Мати. В апреле 1992 года у них родился сын — Хосе Эдуардо. Брак продлился до 1996 года.
В 2001 году вышла замуж за мексиканского политика Омара Файяда, а в августе 2004 года родила близнецов — Викторию и Ануара. Это заставило Викторию надолго оставить актёрскую карьеру.

### Карьера
В 2005 году она вернулась в теленовеллы ролью Марии Фернандес де Сан Роман в сериале «Мачеха», в котором снималась вместе с актрисой украинского происхождения Анной Лаевской.
Сейчас она успешно совмещает работу в театре и игру в сериалах. Виктория Руффо является одной из самых высокооплачиваемых актрис компаний «Телевиса» и «Телемундо».

### Сериалы
- Амазонки (2016) Инес (главная героиня).
- La malquerida / Нелюбимая (2014) Кристина Мальдонадо (главная героиня).
- Corona de lágrimas / Венец из слёз (2012—2013) Рефухио Чаверо (главная героиня).
- Триумф любви (2010—2011) Виктория Сандоваль (главная героиня).
- Во имя любви (2008—2009) Макарена Эспиноса де лос Монтерос.
- Виктория (2007—2008) Виктория Сантиэстебан де Мендоса (главная героиня).
- Мачеха (2005) Мария Фернандес Акунья (главная героиня).
- Обними меня крепче (2000—2001) Кристина Альварес Ривас Риверо (главная героиня).
- Живу ради Елены (1998) Элена Карбахаль (главная героиня).
- Pobre niña rica / Бедная богатая девочка (1995—1996) Консуэло Вильягран Гарсия-Мора (главная героиня).
- Capricho / Каприз (1993) Кристина Аранды Монтаньо.
- Просто Мария (1989—1990) Мария Лопес (главная героиня).
- Victoria (1987) Виктория Мартинес (главная героиня).
- Хуана Ирис (1985) Хуана Ирис (главная героиня).
- Хищница (1983) Наталья Раминес (главная героиня).
- En busca del Paraíso / В поисках рая (1982) Grisel.
- Люби меня всегда (1981) Хулия.
- Al rojo vivo (1980) Пилар Альварес.
- Conflictos de un médico / Конфликты врача (1980).

### Премии и номинации
| Год  | Категория              | Сериал          | Итог           |
| ---- | ---------------------- | --------------- | -------------- |
| 2013 | Лучшая главная роль    | Венец из слёз   | Победительница |
| 2006 | Лучшая главная роль    | Мачеха          | Номинирована   |
| 1999 | Лучшая главная роль    | Живу ради Елены | Номинирована   |
| 1994 | Лучшая главная роль    | «Каприз»        | Номинирована   |
| 1990 | Лучшая главная роль    | Просто Мария    | Номинирована   |
| 1988 | Лучшая главная роль    | «Victoria»      | Номинирована   |
| 1986 | Лучшая главная роль    | Хуана Ирис      | Номинирована   |
| 1985 | Лучшая молодая актриса | Хищница         | Победительница |